# James Jeggo
James Jeggo, né le 12 février 1992 à Vienne en Autriche, est un joueur de football international australien qui évolue au poste de milieu de terrain à Melbourne City FC.
Son frère, Luc, est également footballeur.

## Biographie

### Carrière en club
Il participe à la Ligue des champions d'Asie avec le club australien du Melbourne Victory. Lors de cette compétition, il inscrit un but contre le club japonais du Yokohama F. Marinos en avril 2014.

### Carrière en sélection
Il participe avec l'équipe d'Australie à la Coupe des confédérations 2017.

## Palmarès
- Coupe d'Autriche : 2018